# Echoverleihung 2005
Die 14. Echoverleihung fand am 2. April 2005 im Estrel Convention Center in Berlin statt. Durch die Veranstaltung führten Oliver Geissen und Yvonne Catterfeld.

## Rock/Pop

### Künstler des Jahres (national)
Gentleman – Confidence
- Max Herre – Max Herre
- Max Mutzke – Max Mutzke
- Peter Maffay – Laut & leise
- Reinhard Mey – Nanga Parbat

### Künstlerin des Jahres (national)
Annett Louisan – Bohème
- Jeanette – Break On Through
- Marianne Rosenberg – Für immer wie heute
- Sandy – Unexpected
- Yvonne Catterfeld – Farben meiner Welt

### Künstler des Jahres (international)
Robbie Williams – Greatest Hits
- George Michael – Patience
- Phil Collins – Lovesongs
- Seal – Best 1991-2004
- Usher – Confessions

### Künstlerin des Jahres (international)
Anastacia – Anastacia
- Avril Lavigne – Under My Skin
- Katie Melua – Call Off the Search
- Nelly Furtado – Folklore
- Norah Jones – Feels Like Home

### Gruppe des Jahres (national)
Söhne Mannheims – Noiz
- Böhse Onkelz – Adios
- Juli – Es ist Juli
- Rosenstolz – Herz
- Silbermond – Verschwende deine Zeit

### Gruppe des Jahres (international)
Green Day – American Idiot
- Guns N’ Roses – Greatest Hits
- Maroon 5 – Songs About Jane
- R.E.M. – Around the Sun
- U2 – How to Dismantle an Atomic Bomb

## Schlager

### Künstler/Künstlerin/Gruppe/Kollaboration des Jahres (Deutschsprachiger Schlager)
Andrea Berg – Du
- Die Flippers – Solange in uns ein Feuer brennt
- Michelle – Leben
- Reim – Deja vu: Das Beste von Matthias Reim
- Wolfgang Petry – Typisch

## Volksmusik

### Künstler/Künstlerin/Gruppe/Kollaboration des Jahres (Volkstümliche Musik)
De Randfichten – Dr Holzmichl
- Die Ladiner – Beuge dich vor dem grauen Haar
- Hansi Hinterseer – Ich denk an dich
- Höhner – Da simmer dabei
- Kastelruther Spatzen – Berg ohne Wiederkehr

## Hip-Hop/R&B

### Künstler/Künstlerin/Gruppe des Jahres Hip-Hop/R&B (national)
Die Fantastischen Vier – Viel
- Bushido – Electro Ghetto
- Kool Savas – Die besten Tage sind gezählt
- Samy Deluxe – Verdammtnochma!
- Sido – Maske

### Künstler/Künstlerin/Gruppe des Jahres Hip-Hop/R&B (international)
Eminem – Encore
- Beastie Boys – To Be 5 Boroughs
- D12 – D12 World
- Nelly – Suit / Sweat
- Snoop Dogg – R&G (Rhythm & Gangsta): The Masterpiece

## Rock/Alternative

### Künstler/Künstlerin/Gruppe des Jahres Rock/Alternative
Rammstein – Reise, Reise
- Beatsteaks – Smack Smash
- Linkin Park – Collision Course
- Nightwish – Once
- Sportfreunde Stiller – Burli

## Dance

### Künstler/Künstlerin/Gruppe des Jahres Dance
Eric Prydz – Call on Me
- Blue Lagoon – Break My Stride
- Danzel – Pump It Up
- Global Deejays – The Sound of San Francisco
- Scooter – One (Always Hardcore)

## Jazz

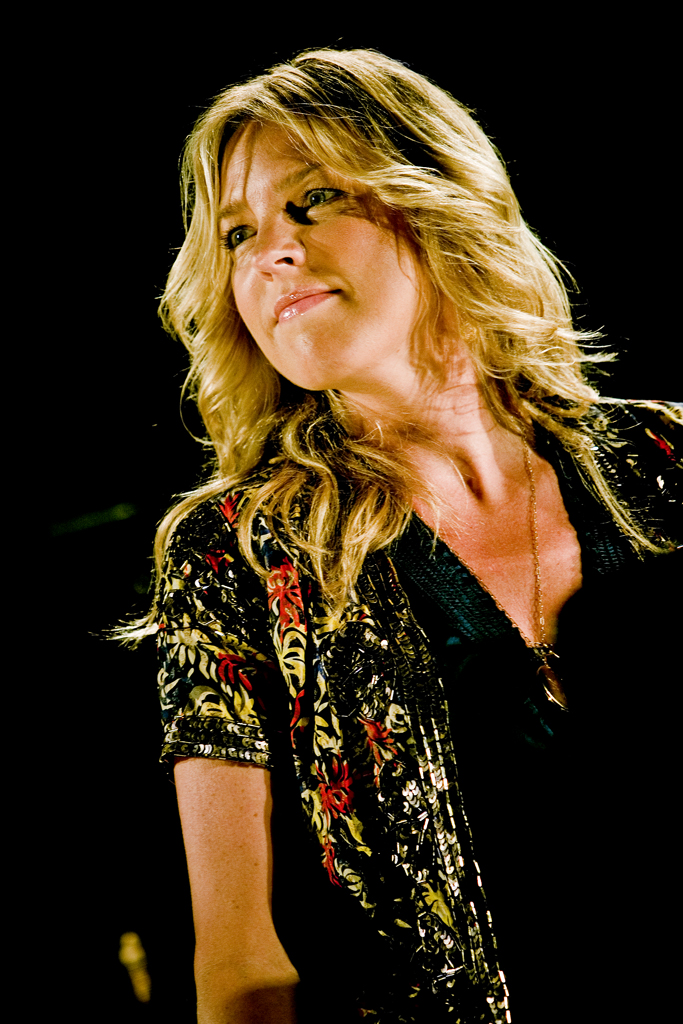
Diana Krall (2008)

### Jazz-Produktion des Jahres
Diana Krall – The Girl in the Other Room
- Jamie Cullum – Twentysomething
- Jan Garbarek – In Praise of Dreams
- Ray Charles – Genius Love Company
- Till Brönner – That Summer

## Nachwuchspreis der Deutschen Phono-Akademie

### Newcomer des Jahres (national)
Silbermond – Verschwende deine Zeit
- Annett Louisan – Bohème
- Juli – Es ist Juli
- Max Mutzke – Max Mutzke
- Sido – Maske

### Newcomer des Jahres (international)
Katie Melua – Call Off the Search
- Adam Green – Gemstones
- Joss Stone – Mind, Body and Soul
- Keane – Hopes and Fears
- Maroon 5 – Songs About Jane

## Hit des Jahres (national oder international)
O-Zone – Dragostea din tei
- De Randfichten – Lebt denn dr alte Holzmichl noch?
- Eamon – Fuck It
- Joy Gruttmann – Schnappi, das kleine Krokodil
- Usher feat. Lil Jon & Ludacris – Yeah!

## Download des Jahres (national oder international)
Joy Gruttmann – Schnappi, das kleine Krokodil
- Annett Louisan – Das Spiel
- Eric Prydz – Call on Me
- Juli – Perfekte Welle
- Söhne Mannheims – Und wenn ein Lied

## Musik-DVD-Produktion (national oder international)
Die Ärzte – Die Band, die sie Pferd nannten
- Carlos Kleiber – Brahms, Mozart, Beethoven
- Die Lollipops – Tanz mit uns
- Lang Lang – Lang Lang Live at Carnegie Hall
- Sara Scuderi – Tosca’s Kiss

## Musikvideo (national)
Jeanette – Run with Me
- Beatsteaks – I Don’t Care as Long as You Sing
- Rammstein – Ohne dich
- Rosenstolz – Ich komm an dir nicht weiter
- Silbermond – Durch die Nacht

## Bester Live-Act
Rammstein
- Beatsteaks
- Die Ärzte
- Sido
- Silbermond

## Medienpartner des Jahres
Stefan Raab

## Handelspartner des Jahres
Pressezentrum Lübeck

## Produzent/Produzentin des Jahres
Stefan Raab

## Preis fürs Lebenswerk
Michael Kunze